# Aagaardia
Aagaardia är ett släkte av tvåvingar som beskrevs av Sæther 2000. Aagaardia ingår i familjen fjädermyggor.
Arten inom släktet enligt Catalogue of Life och Dyntaxa:
- Aagaardia longicalcis
- Aagaardia oksanae
- Aagaardia protensa
- Aagaardia sivertseni
- Aagaardia triangulata